# Phéaciens

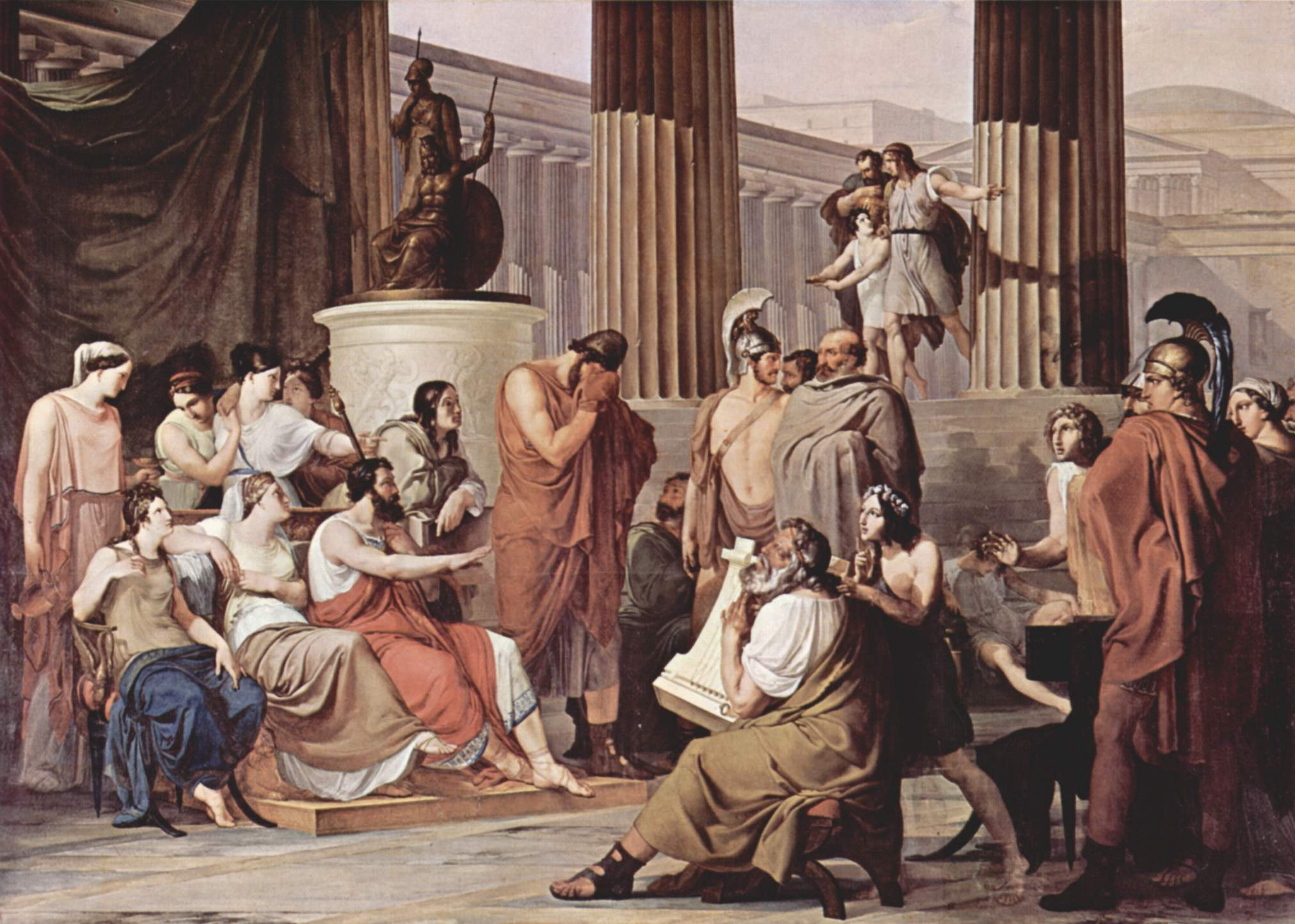
Ulysse à la cour d'Alcinoos, par Francesco Hayez (1813-1815).

Dans la mythologie grecque, les Phéaciens (en grec ancien οἱ Φαίακες / hoi Phaíakes, de φαιός / phaiós, « gris ») sont un peuple de marins, décrits par Homère (aux chants VI, VII, VIII et XIII de l’Odyssée.)
L'épisode le plus fameux concernant les Phéaciens raconte comment ils déposèrent Ulysse à Ithaque ; à son réveil, celui-ci trouva à ses côtés les trésors des Phéaciens. Poséidon punit ces derniers en pétrifiant leur vaisseau sur le chemin du retour.

## Généalogie
Homère présente la généalogie des Phéaciens, peuple mythique appartenant à la race des Géants. Leur roi Alkinoos est en effet fils de Nausithoos, lui-même fils de Poséidon et de Péribée. Péribée est la plus jeune fille du roi des Géants, peuple guerrier et sauvage que combattirent les dieux olympiens. Quant à Nausithoos, il eut deux fils, dont l'un engendra Arété ; le second fils est Alcinoos lui-même, le roi des Phéaciens. Ce dernier épousa sa propre nièce, Arété, la fille de son frère. Ce mariage incestueux aux yeux des Grecs situe le peuple des Phéaciens entre deux mondes : entre celui des Géants auquel ils appartiennent par leur ascendance et par leurs unions endogames, et celui des hommes, qui vivent dans des cités, en organisation politique, et respectent la règle de l'exogamie. Le roi Alcinoos affirme lui-même être proche des dieux : « Quand nous faisons pour les dieux nos fêtes d'hécatombes, ils viennent au festin s'asseoir à nos côtés, aux mêmes bancs que nous ; sur le chemin désert, s'ils croisent l'un des nôtres, ils ne se cachent point : nous sommes de leur sang, tout comme les Cyclopes ou comme les tribus sauvages des Géants. » Comme ces peuples anthropophages et guerriers, les Phéaciens habitent aux marges du monde des humains. Ils ne sont donc plus tout à fait des dieux, sans être encore véritablement des hommes.

## Le pays des Phéaciens
Les Phéaciens habitaient autrefois « dans l’Hypérie à la grand'plaine, près des Cyclopes altiers, dont ils devaient subir la force et les pillages. Aussi Nausithoos semblable aux dieux les avait-il emmenés en Schérie, à l’écart des hommes laborieux ». Le nom de cette Hypérie ne correspond à aucune terre du monde connu, pas plus que l’île de Schérie où ils se sont établis par la suite. Nausicaa précise peu après que les Phéaciens vivent « à l’écart, au milieu d’une mer houleuse, si loin que nul mortel n’a commerce avec eux ». La mer de Céraunie est la partie de la mer qui s’étend entre la mer Ionienne et la mer de Cronos, en face des monts Cérauniens ; c’est là que se trouve l’île des Phéaciens. Tout indique que le peuple des Phéaciens et leur île n’appartiennent pas à l’écoumène. Théophraste explique dans son livre II Sur l’histoire qu’aux environs du détroit se produisent dans la mer des exhalaisons de feu assez intenses pour réchauffer. Théophraste écrit également que le bruit qui vient des îles d’Éole s’entend jusqu’à mille stades. Avant ce détroit, « l’Ionien », il est une île dans laquelle se trouve la faux avec laquelle Cronos a coupé les organes génitaux de son père.

## Leur organisation sociale et politique
Cependant, les Phéaciens vivent en cité, et connaissent une organisation sociale et politique harmonieuse, qui rappelle à bien des égards celle des Grecs. Accompagnée d'Ulysse, Nausicaa traverse d'abord une région de champs et de cultures avant d'arriver à la ville qui est entourée d'un haut rempart et qui possède deux ports, de part et d'autre d'un isthme. La description qu'elle en donne suggère la belle ordonnance et la richesse du pays : « Tu verras la hauteur de son mur et la beauté des ports ouverts à ses deux flancs, et leurs passes étroites, et les doubles gaillards des vaisseaux remisés sur le bord du chemin, chacun sous son abri. » La ville possède aussi un temple à Poséidon, ainsi qu'une agora avec son dallage de pierre ; la vie économique se concentre autour des activités maritimes : tous les métiers qui ont trait à la mer sont représentés, « fabricants d'agrès, de voiles, de cordages, polisseurs de rames », mais aussi maîtres-charpentiers capables d'agencer mâts, avirons et navires, car les Phéaciens sont un peuple de marins.
Quant au palais royal d'Alcinoos, il laisse à Ulysse dès l'abord une impression d'extrême magnificence : « Ulysse fit halte un instant. Que de trouble en son cœur devant le seuil de bronze ! Car sous les hauts plafonds du fier Alcinoos, c'était comme un éclat de soleil et de lune ! Du seuil jusques au fond, deux murailles de bronze déroulaient leur frise d'émail bleu. » Portes d'or, montants d'argent, sculptures raffinées indiquent le luxe et la richesse. La reine est entourée de nombreuses servantes, et le roi est assis sur un siège de cérémonie, en grec θρόνος, entouré de dignitaires et conseillers. Parmi les grands du royaume, on compte douze « rois à sceptre ». Alcinoos dispose de hérauts et pendant le festin, un aède aveugle, du nom de Démodocos, divertit l'assemblée. 

## Interprétations
Peuple énigmatique, mi-humain, mi-divin, les Phéaciens semblent bien représenter un royaume d'utopie, ou peut-être la transfiguration d'une société antique disparue. Les interprétations à leur sujet ne manquent pas. Dans la tradition classique et dès Thucydide, les Phéaciens seraient les premiers habitants de l'île de Corcyre, l'actuelle Corfou. D'autres hypothèses ont placé l'Ithaque d'Ulysse dans l'actuelle Céphalonie et les Phéaciens dans l'actuelle Ithaque (dont le nom grec archaïque était Φεάκη / Phéákê, que ses habitants ont toujours appelée Θιάκη / Thiáki, et dont le port s'ouvre sur un rocher pouvant évoquer un navire pétrifié). Mais cette hypothèse est aujourd'hui abandonnée : il ne fait plus de doute que l'île actuelle d'Ithaque corresponde bien à l'Ithaque d'Homère et d'Ulysse.  
En 1924, Victor Bérard avait d'abord assimilé les Phéaciens à « un peuple étranger, une colonie ou une émigration maritime », et identifié leur « Hypérie à la grand'plaine » à la cité de Cumes en Campanie. Quelques années plus tard, ses recherches l'amenaient à corriger cette hypothèse et à situer le palais royal d'Alcinoos sur l'île de Corfou, à Paléokastritsa qui domine l'actuel Port-Saint-Spyridon. Mais Victor Bérard se fondait uniquement sur les caractéristiques géographiques du site. Et aucune fouille archéologique n'a confirmé son hypothèse. Par contre, les fouilles archéologiques récentes menées sur la presqu'île aujourd'hui nommée Kanoni, à Corfou, ont dégagé les vestiges de la cité archaïque de Korcyre, sur l'emplacement de l'actuel village d'Analipsis. Cette cité abritait quatre temples aux frontons ornés de sculptures. Pour Jean Cuisenier, la baie de Garitsa aurait ainsi abrité le port d'Alcinoos pour ses navires de guerre, et de l'autre côté de l'isthme, dans la baie de Chalikiopoulo, se serait trouvé le port Hyllaïcos, le port de commerce dont parle Thucydide. À ces Corcyréens bien réels, réputés pour la maîtrise technique de leurs marins et leur organisation sociale, les auteurs de l’Odyssée auraient substitué l'utopie des Phéaciens, afin de « garder à l’épos sa puissance de fascination » et son charme.
 